# 三重項-三重項消滅
三重項-三重項消滅（さんじゅうこうさんじゅうこうしょうめつ、英: Triplet-triplet annihilation、略称: TTA）は、三重項状態にある2つの分子間のエネルギー移動機構である。デクスターエネルギー移動機構と関連している。三重項-三重項消滅が励起状態にある2分子間で起こったならば、1つ目の分子はその励起状態エネルギーを2つ目の分子に伝達し、その結果1つ目の分子は基底状態に戻り、2つ目の分子はより高い励起一重項、三重項、または四重項状態へと昇位する。三重項-三重項消滅は1960年代に始めて発見され、アントラセン誘導体における遅延型蛍光の観測結果を説明した。

## フォトン・アップコンバージョン

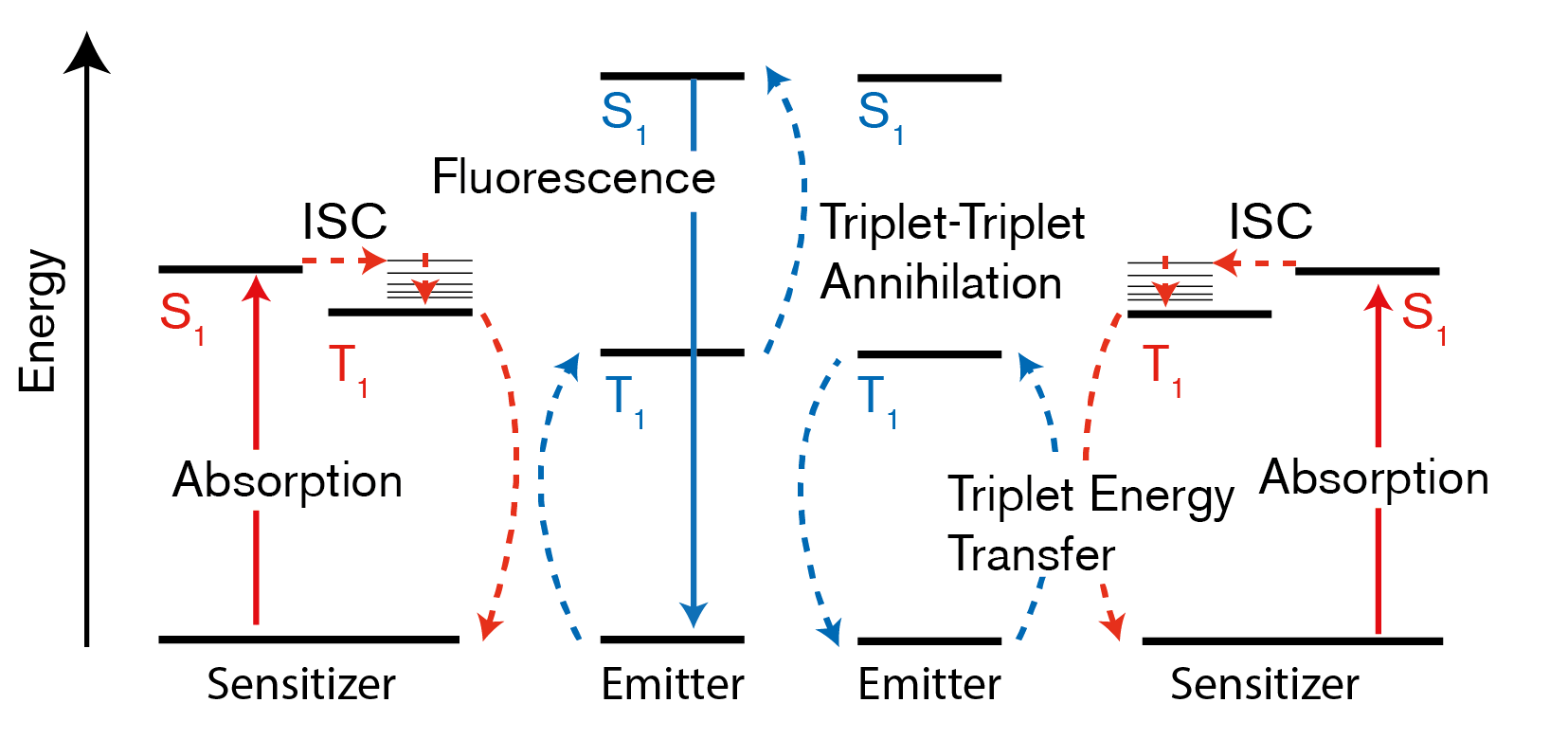
三重項-三重項消滅を介したフォトン・アップコンバージョンを説明するヤブロンスキー図。

三重項-三重項消滅は2つの三重項励起状態のエネルギーを1つの分子へ組み合わせてより高い励起状態を作り出すため、2個のフォトン（光子）のエネルギーをより高いエネルギーの1個のフォトンへと変換するために使われてきた。この過程はフォトン・アップコンバージョンと呼ばれる。三重項-三重項消滅を介してフォトン・アップコンバージョンを達成するため、2種類の分子、増感剤と発光体（消滅剤）がしばしば組み合わされる。増感剤は低エネルギーフォトンを吸収し、項間交差を通じてその第一励起三重項状態（T1）に移る。増感剤は次に励起エネルギーを発光体へと伝達し、その結果三重項励起発光体と基底状態増感剤がもたらされる。2つの三重項励起発光体は次に三重項-三重項消滅を経験し、発光体の一重項励起状態（S1）が占められたならば蛍光はアップコンバージョンされたフォトンをもたらす。